# Żmijowiska (województwo lubelskie)
Żmijowiska – wieś w Polsce położona w województwie lubelskim, w powiecie opolskim, w gminie Wilków.
W latach 1975–1998 miejscowość należała administracyjnie do województwa lubelskiego.
Wieś stanowi sołectwo w gminie Wilków. Według Narodowego Spisu Powszechnego z roku 2011 wieś liczyła 169 mieszkańców.

## Historia
Wieś notowana w źródłach historycznych od roku 1460 jako „Smiowyska”, 1465 „Smyowyska”, „Szmyowyska”, następnie 1501 „Zmyowiska”, na koniec w 1510 „Zmyyowyska”.
Wieś była własności królews,02ką w latach 1460–1466 tenuta, znany był z tego okresu Grot z Ostrowa tenutariusz kazimierski.
W roku 1460 granica wsi z Wrzelowem biegnie polem nad Wisłą. Według zachowanego opisu w roku 1465 graniczy z Kłodnicą, rok później w 1466 znany był staw Grota.
W roku 1501 bracia Andrzej i Jan z Samborca (Samborzeccy) i Ostrowa oświadczają, że król zadośćuczynił im między innymi za wieś Żmijowiska należną im prawem bliższości po Mikołaju z Ostrowa staroście lubelskim. W roku 1509 pobór płaci starostwo kazimierskie od 5 kmieci, płacą łącznie 30 groszy, we wsi młyn dobry.
W r. 1676 płacono pogłówne w jednej części od 35 głów, w drugiej kasztelan połaniecki od 13 głów (Paw., Małop., 47, a i 48a).
,02
W wieku XIX Żmijowiska opisano jako wieś nad rzeką Chodel w powiecie nowoałeksaodryjskim, gminie Szczekarków, parafii Wilków, Wieś posiadała 25 osad z gruntem 395 mórg i wchodziła w skład dóbr Dobre. W spisie z roku 1827 wykazano dwie części wsi pierwsza miała 2 domy i 58 mieszkańców, draga część 22 domy i 134 mieszkańców.